# 太平洋试验场
太平洋试验场（英語：Pacific Proving Grounds）是美国设置在太平洋上马绍尔群岛及其他一些地方的试验场。1946年-1962年间，美国曾在太平洋试验场进行多次核试验。1947年7月，美国在比基尼环礁进行首次核试验后与联合国达成协议，将太平洋群岛托管地作为美国管理的战略托管领土。托管领土由2,000个岛屿组成，分布在北太平洋7,800,000平方公里的海域上。1947年7月23日，美国原子能委员会宣布成立太平洋试验场。太平洋试验场共进行过105次大气核试验，其中许多核试验当量极高。马绍尔群岛的核试验占美国所有核试验的14%，而在马绍尔群岛核试验的当量总和占美国所有核试验的80%，为210亿吨。其中当量最大的一次核试验为1954年的城堡行动Bravo核试验，当量为1,500万吨，其放射性降尘飘散到许多尚有人居住和未被疏散的岛屿。

## 核试验行动列表
- 十字路口行动（1946）
- 砂岩行动（1948）
- 常春藤行动（1952）
- 城堡行动（1954）
- 红翼行动（1956）
- 硬饼干行动一（1958）
- 多米尼克行动（1962）